# Olympische Winterspiele 1998/Teilnehmer (Chile)
| Gelbes Symbol für Goldmedaillen mit stilisierten Olympischen Ringen | Graues Symbol für Silbermedaillen mit stilisierten Olympischen Ringen | Braundes Symbol für Bronzemedaillen mit stilisierten Olympischen Ringen |
| ------------------------------------------------------------------- | --------------------------------------------------------------------- | ----------------------------------------------------------------------- |
| —                                                                   | —                                                                     | —                                                                       |

Chile nahm an den Olympischen Winterspielen 1998 im japanischen Nagano mit einer Delegation von drei männlichen Athleten teil.
Seit 1948 war es die zwölfte Teilnahme Chiles bei Olympischen Winterspielen.

## Flaggenträger
Duncan Grob trug die Flagge Chiles während der Eröffnungsfeier im Olympiastadion.

## Teilnehmer nach Sportarten

### Ski Alpin
| Athleten       | Wettbewerbe        | 1. Lauf     | 1. Lauf | 2. Lauf     | 2. Lauf | Gesamt      | Gesamt |
| Athleten       | Wettbewerbe        | Zeit        | Rang    | Zeit        | Rang    | Zeit        | Rang   |
| -------------- | ------------------ | ----------- | ------- | ----------- | ------- | ----------- | ------ |
| Männer         |                    |             |         |             |         |             |        |
| Rainer Grob    | Abfahrt            | –           | –       | –           | –       | 1:58,75 min | 28     |
| Rainer Grob    | Alpine Kombination | 1:53,13 min | 19      | 1:41,36 min | 13      | 3:34,49 min | 13     |
| Thomas Grob    | Abfahrt            | –           | –       | –           | –       | DNF         | DNF    |
| Thomas Grob    | Alpine Kombination | 1:47,92 min | 18      | 1:40,68 min | 12      | 3:28,60 min | 11     |
| Thomas Grob    | Super-G            | –           | –       | –           | –       | DNF         | DNF    |
| Nils Linneberg | Abfahrt            | –           | –       | –           | –       | 1:56,59 min | 26     |